# William S. Messier
William S. Messier est un écrivain, traducteur et scénariste québécois, né à Cowansville en 1984. Il a étudié à l’Université du Québec à Montréal. Il a publié trois traductions, deux romans et deux recueils de nouvelles. Il a cosigné, avec Samuel Archibald, le scénario de la websérie Terreur 404 et celui du balado Cavale. Terreur 404 a reçu plusieurs prix, au Canada et à l’étranger.

## Évaluation de l'œuvre
Selon le professeur Gilles Dupuis, qui écrit au moment de la parution de Dixie (2013), «l’écrivain des Cantons de l’Est William S. Messier (Townships, 2009; Épique, 2010), né à Cowansville (comté de Brome-Missisquoi), compte très certainement parmi les figures de proue» du nouveau régionalisme en littérature québécoise. Au sujet de Townships (2009), Yvon Paré parle de «récits étonnants et séduisants» : «Des surprises qui se cachent dans la vie de tous les jours et surtout une écriture qui frappe à grands coups de marteau. Un écrivain attentif aux gens, sensible à la géographie qui forge peut-être les individus. Un humour incomparable». Christiane Lahaie apprécie plusieurs aspects du recueil Le Basketball et ses fondamentaux : «Il ne fait aucun doute que Messier sait construire un récit et mettre des mots crédibles
dans la bouche de ses personnages colorés. Un rythme voisin du hip-hop ponctue ses textes somme toute intimistes.
Le projet de fonder un recueil de nouvelles sur le basketball et sa culture n’est pas gratuit ici; il illustre à quel point on aurait tort de se fier à l’apparente banalité d’un lieu de vie, quel qu’il soit».

## Publications

### Romans et recueils
- Le miraculé. Récit, Montréal, Le Quartanier, 2024, 163 p.  (ISBN 978-2-89698-700-9)
- Townships. Récits d’origine, Montréal, Marchand de feuilles, 2009, 111 p.  (ISBN 978-2-922944-52-5) Réédition : Montréal, Marchand de feuilles, 2015, 112 p.  (ISBN 9782923896427)
- Épique. Roman, Montréal, Marchand de feuilles, 2010, 273 p.  (ISBN 978-2-922944-69-3)
- Les voies de l'évolution : de la pertinence du darwinisme en littérature, sous la direction de Jean-François Chassay, Daniel Grenier et William S. Messier, Montréal, Université du Québec à Montréal, Figura, Centre de recherche sur le texte et l'imaginaire, 2013, 191 p.  (ISBN 9782923907314)
- Dixie. Roman, Montréal, Marchand de feuilles, 2013, 157 p.  (ISBN 978-2-923896-25-0)
- Le Basketball et ses fondamentaux. Nouvelles, Montréal, Le Quartanier, coll. «Polygraphe», 12, 2017, 239 p.  (ISBN 978-2-89698-297-4) Réédition : Montréal, Le Quartanier, coll. «Écho», 19, 2018, 239 p.  (ISBN 9782896983810) [4]

### Traductions
- Julie Bruck, La singerie. Poésie, Montréal, Triptyque, 2013, 77 p.  (ISBN 9782890318953) Traduction de William S. Messier.
- Andrew Forbes, De l’utilité de l’ennui. Textes de balle, Montréal, Les Éditions de Ta Mère, 2017, 189 p.  (ISBN 9782924670231) Traduction de Daniel Grenier et William S. Messier.
- Frankie Barnet, Fille d'intérieur, Montréal, Les Éditions de Ta Mère, 2019, 68 p.  (ISBN 9782924670552) Traduction de William S. Messier.
- Andrew Forbes, Terres et forêts, Montréal, Les Éditions de Ta Mère, 2020, 282 p.  (ISBN 9782925110002) Traduction de William S. Messier.

### Mémoire de maîtrise
- Le Tall tale revisité. Oralité, réalisme et réalité en littérature américaine, Montréal, Université du Québec à Montréal, mémoire de maîtrise, 2010, 121 p.

### Articles et chapitres de livres (sélection)
- «Shit for brains», Biscuits chinois, no 1, été 2006, p. 100-109.
- «Box stall», Biscuits chinois, no 2, hiver 2006, p. 30-41.
- «Fais-moi un bébé, mon homme», Biscuits chinois, no 5, 2007, p. 98-103.
- «Cinq cents t-bones, mourir noyé, gagner le million», Biscuits chinois, no 7, 2008, p. 108-117.
- «Les sentiers battus. Quelques notes sur le coureur des bois», Liberté, vol. 53, no 3, avril 2012, p. 27-37.
- «La descente», XYZ. La revue de la nouvelle, no 116, 2013, p. 45.
- «Transport», XYZ. La revue de la nouvelle, no 118, été 2014, p. 15-19.
- «Les deltaplanes», Moebius, no 143, novembre 2014, p. 115-124.
- «Le véliplanchiste», Lettres québécoises, no 170, été 2018, p. 84-85.

## Scénarios
- Terreur 404, websérie, saison 1, 2017, scénario de Samuel Archibald et William S. Messier, réalisation de Sébastien Diaz
- Terreur 404, websérie, saison 2, 2018, scénario de Samuel Archibald et William S. Messier, réalisation de Sébastien Diaz
- Cavale, balado, 2018, scénario de Samuel Archibald et William S. Messier

## Prix et distinctions
- 2017 - Grand prix du jury et prix de la Meilleure série action/thriller/suspense du Webfest de Berlin, pour la websérie Terreur 404
- 2017 - Finaliste, Prix Alfred DesRochers, pour Le Basketball et ses fondamentaux. Nouvelles
- 2018 - Prix de la meilleure websérie canadienne, Festival T.O WEBFEST de Toronto, pour la websérie Terreur 404
- 2018 - Prix du Best Horror au Seoul Webfest, pour la websérie Terreur 404
- 2018 - Prix de la meilleure websérie du Realist Webfest en Russie, pour la websérie Terreur 404
- 2018 - Deux Prix Gémeaux («texte pour une émission ou série originale produite pour les médias numériques : fiction»; «meilleure émission ou série originale produite pour les médias numériques : fiction»), pour la websérie Terreur 404
- 2018 - Grand prix du livre de la ville de Sherbrooke, catégorie fiction, pour Le Basketball et ses fondamentaux. Nouvelles
- 2018 - Finaliste du Prix du gouverneur général du Canada, catégorie traduction de l'anglais vers le français, pour De l’utilité de l’ennui. Textes de balle[5]
- 2018 - Best Drama Series du London’s International Short Series Festival, pour la websérie Terreur 404[6]
- 2018 - Best Short Competition, Award of Excellence Special Mention, pour la websérie Terreur 404[7]
- 2019 - Finaliste, Production linéaire – fiction, aux 10es prix Numix, pour la websérie Terreur 404[8]
- 2019 - Finaliste, Production linéaire – balado – créations documentaires, fiction ou expérimentales, aux 10es prix Numix, pour la balado Cavale[8]
- 2019 - Finaliste, Prix Gémeaux, Meilleure émission ou série originale produite pour les médias numériques : dramatique, pour la deuxième saison de la websérie Terreur 404[9]
- 2019 - Finaliste, Prix Gémeaux, Meilleur texte pour une émission ou série produite pour les médias numériques : dramatique, pour la deuxième saison de la websérie Terreur 404[9]
- 2019 - Finaliste, Webfest Berlin, Returning Series, pour la deuxième saison de la websérie Terreur 404
- 2019 - Meilleure série d'horreur, Toronto WebFest, pour la deuxième saison de la websérie Terreur 404
- 2019 - Meilleure série Web, Toronto WebFest, pour la deuxième saison de la websérie Terreur 404
- 2019 - Finaliste, meilleure musique, Toronto WebFest, pour la deuxième saison de la websérie Terreur 404
- 2019 - Best Mystery / Thriller, NYC WebFest, pour la deuxième saison de la websérie Terreur 404

## Sources
- Valentine Châtelet, «Webséries en série et en salle : de la série à la séance de cinéma… en mieux ?», entrée de blogue, Storygraphes, 17 juin 2019
- Benoît Melançon, «Un roman, ses langues. Prolégomènes», Études françaises, vol. 52, no 2, 2016, p. 105-118.  (ISSN 0014-2085)  (ISBN 978-2-7606-3692-7)